# تاکاشی اونیشی
تاکاشی اونیشی (انگلیسی: Takashi Onishi؛ زادهٔ ۱۶ اکتبر ۱۹۷۱) بازیکن فوتبال اهل ژاپن است.
از باشگاه‌هایی که در آن بازی کرده‌است می‌توان به باشگاه فوتبال سانفریس هیروشیما اشاره کرد.